# Блохин, Александр Владимирович
Александр Владимирович Блохин (1971—2002) — российский военный лётчик. Участник Цумадинско-Ботлихской кампании и Второй чеченской войны. Герой Российской Федерации (2004, посмертно). Капитан.

## Биография
Александр Владимирович Блохин родился 5 декабря 1971 года в Куйбышеве, административном центре Куйбышевской области (ныне — Самара, административный центр Самарской области Российской Федерации). Русский. В раннем детстве с родителями переехал в город Семикаракорск Ростовской области. Здесь Александр Владимирович окончил 10 классов Семикаракорской средней школы № 1. В 1989 году поступил в Уфимское высшее военное авиационное училище лётчиков, по окончании которого в 1993 году служил в вертолётном полку в Улан-Удэ. В 487-й отдельный вертолётный полк, базировавшийся в городе Будённовске, А. В. Блохин был переведён весной 1995 года.
14 июня 1995 года чеченские сепаратисты осуществили в городе Будённовске террористический акт, сопровождавшийся убийствами милиционеров и мирных жителей и взятием заложников. Среди оказавшихся в плену у боевиков на территории Будённовской центральной районной больницы оказался и военный лётчик А. В. Блохин. За пять дней террористы трижды выводили Александра Владимировича на расстрел. После освобождения из-за перенесённого стресса Блохин почти полтора года не мог летать. Пока длился курс реабилитации, он временно служил в своей части помощником оперативного дежурного. Лишь в конце 1996 года он вновь был допущен к лётной работе.
7 августа 1999 года вооружённые отряды чеченских сепаратистов вторглись в Республику Дагестан. 487-й отдельный вертолётный полк боевого управления 58-й армии Северо-Кавказского военного округа был переброшен на аэродром Ботлих и принял участие в Цумадинско-Ботлихской кампании. Почти сразу вслед за выдворением бандформирований сепаратистов и иностранных наёмников с территории Дагестана началась антитеррористическая операция на Северном Кавказе. За время участия в боевых действиях на территории Дагестана и Чеченской Республики в 1999—2002 годах А. В. Блохин совершил более 300 боевых вылетов, в том числе более 100 вылетов в качестве штурмана вертолётного звена.
31 августа 2002 года экипаж вертолёта Ми-24П в составе командира экипажа капитана Н. Н. Володина и штурмана капитана А. В. Блохина выполнял боевой полёт по сопровождению транспортного вертолёта Ми-8, доставлявшего личный состав и продовольствие на посты охранения. Во время полёта транспортный вертолёт в районе сёл Мескеты и Бешил-Ирзу Ножай-Юртовского района Чеченской Республики подвергся обстрелу с земли. Вертолёт боевого сопровождения, выполнив манёвр, прикрыл Ми-8 от огня противника, давая транспортному вертолёту возможность покинуть зону поражения. Тогда по вертолёту Ми-24П был произведен пуск ракеты из переносного зенитного ракетного комплекса «Игла-1М». Осколками ракеты был повреждён левый двигатель вертолёта, и на борту возник пожар. Лётчики до конца на горящей машине прикрывали Ми-8, а затем увели её в сторону от жилых кварталов. Обломки вертолёта упали в километре от села Бешил-Ирзу Ножай-Юртовского района Чеченской Республики.
Указом Президента Российской Федерации от 2 марта 2004 года экипажу вертолёта Ми-24П капитану Блохину Александру Владимировичу и капитану Володину Николаю Николаевичу за мужество и героизм, проявленные при выполнении воинского долга в Северо-Кавказском регионе, было присвоено звание «Герой Российской Федерации» посмертно. Похоронен А. В. Блохин на кладбище города Семикаракорска Ростовской области Российской Федерации.

## Награды
- Медаль «Золотая Звезда» (02.03.2004, посмертно)
- Орден Мужества (1999)
- Медаль «За отвагу»

## Память
- Мемориальная доска в честь Героя Российской Федерации А. В. Блохина установлена в городе Семикаракорске Ростовской области на доме, где он жил.